# تام اوکر
 تام اوکر (انگلیسی: Tom Okker؛ زاده ۲۲ فوریهٔ ۱۹۴۴) یک تنیس‌باز اهل هلند است.